# Li Ching-Yuen
Li Ching-Yuen o Li Qingyun (Xinès tradicional: 李清雲; Pinyin: Lǐ Qīngyún; 1677 o 1736 - 6 de maig de 1933) va ser un herbolari, mestre d'arts marcials i assessor tàctic xinès. Ell va constatar haver nascut el 1736, mentre que els registres en suggereixen el 1677. Les dos presumptes hipòtesis de vida de 197 anys i 256 superen amb escreix la confirmació de vida humana més llarga de 122 anys i 164 dies de la dona francesa, Jeanne Calment.

## Biografia
Li Chin Yuen va néixer, suposadament, el 1677, segons els papers d'identitat que tenia un amic seu i que va ser notificat al New York Times el 6 de maig de 1933, dia en què va morir. En ells apareixia una felicitació a Li pel seu 150è i 200è aniversari. Des de nen va aprendre arts marcials i va viatjar a diferents regions del seu país a recol·lectar herbes medicinals i pedres de coloraines. Després, tota la seva vida va començar la seva ascèptica pràctica d'«alquímia interna» (pràctica consistent a ingerir els ingredients i després fer exercici perquè es barregin bé) en solitari, mentre residia en el temple taoísta de Yu Qing de la muntanya Lao Shan. Devot assidu del taoisme, Li pràcticament va abandonar el dormir per practicar Bu Dao Dan tota la nit durant dècades. Malgrat ser nonagenari, es va rejovenir delicadament mantenint una complexió forta, amb agilitat de moviments, una veu sonora, una ment aguda, i en general robust i cordial.
Era un apotecari expert, va servir com a conseller tàctic militar i instructor d'arts marcials, es va retirar i va passar molt temps a les muntanyes del Tibet, on va seguir recol·lectant herbes medicinals que segons deia l'ajudaven a mantenir-se jove i saludable. A més se sap que tenia les ungles de la seva mà dreta molt llargues, de 15 centímetres.
El 1927, va ser convidat a un palau de la seva regió natal pel general Yang Sen, amic seu, que estava molt interessat per la força i joventut que tenia en Li malgrat la seva avançada edat (250 anys). En la residència d'aquest general li van prendre una foto, l'única existent d'en Li.
El 1930, el professor Wu Chung-Chieh, degà del departament d'educació a la Universitat de Chengdu, va trobar, en els registres Imperials del Govern de la Xina, dues felicitacions de l'emperador per a en Li Ching Yuen del 1827, per al seu 150è aniversari, i una de posterior quan va fer 200 anys. Si aquesta informació és rigorosa seria una prova irrefutable de l'edat de l'home més longeu que ha existit mai.

## Secret de la longevitat
En un article publicat en una pàgina del diari The New York Times s'informava sobre la seva increïble vida i se citava la resposta que tenia Li al secret de la seva llarga vida:
"Mantingues un cor tranquil,
asseu-te com una tortuga,
camina ràpid com una coloma,
i dorm com un gos".
La seva dieta es basava principalment en l'arròs i en el vi d'aquest cereal. També consumia ginseng i una planta poc coneguda, la Centella asiàtica (Hydrocotyl asiàtica). Molts científics de l'època se'n van riure i no li van dedicar atenció, però uns pocs visionaris van anar una mica més enllà. Jules Lepine, bioquímic francès, va trobar un poderós alcaloide d'efectes rejovenidors en les llavors d'aquesta planta.
Els herboristes saben d'un factor de longevitat que posseeix la planta "Vitamina X de la joventut per al cervell i les glàndules endocrines" i també extractes de la planta s'usen per a tractar problemes de circulació i de pell.
Es consumeix en amanida. El suc de les fulles serveix per a la hipertensió arterial; també com a tònic. Un emplastre o cataplasma de fulles s'usa per tractar nafres i úlceres.